# Комунистичка партија Украјине
Комунистичка партија Украјине (укр. Комуністична партія України) је ванпарламентарна политичка партија у Украјини. Основана је 18. априла 1918. године. Од тада до 1952. је носила име Комунистичка партија (бољшевика) Украјине. Нова влада независне Украјине забранила је њено деловање 1991, а делатност партије је обновљена 1993. године. Њен садашњи вођа је Петро Симоненко. Украјинска власт 24. јула 2014. године распустила је посланичку групу Комунистичке партије Украјине у Врховној ради, која по образложењу Украјинских власти подржава сепаратисте на истоку Украјине, званични став руководства Комунистичке партије Украјине је, да је чин Украјинске власти нелегалан, нелегитиман и незаконит.

## Историја
Комунистичка партија Украјине основана је 18. априла 1918. године у Таганрогу. Њено прво име било је Комунистичка партија (бољшевика) Украјине, све до 13. октобра 1952. године. Као таква је деловала све до 30. августа 1991. године, када је забрањена након неуспешног државног удара совјетских официра 22. августа.
Дана 29. октобра 1991, Александар Мороз организовао је Конгрес на којем је позвао чланове тада забрањене Комунистичке партије Украјине да приступе Социјалистичкој партији.
Први конгрес КП Украјине након легализације био је одржан 19. јуна 1993. године у Доњецку. На овом конгресу је обновљено деловање старе партије. За првог секретара био је изабран Петро Симоненко.

## Забрана деловања
Током евромајданских протеста 2013–2014, партија је гласала за антипротестне законе. Међутим, гласала је и за смену председника Виктора Јануковича са функције у Револуцији достојанства. Током руско-украјинског сукоба који је уследио, Служба безбедности Украјине је саопштила да та партија активно помаже проруским сепаратистима и руским проксимним снагама, што је негирала. Регионалне партијске ћелије су формирале просепаратистичку Комунистичку партију Доњецке Народне Републике. У мају 2015. Украјина је забранила совјетске комунистичке симболе. Због ових закона и подршке Комунистичке партије Донбас сепаратистима, странци је забрањено да учествује на изборима. У децембру 2015. године, Комунистичка партија је забрањена, због акција „у циљу нарушавања суверенитета и територијалног интегритета Украјине, сарадње са руским проки снагама и изазивања етничке мржње“. Странка је уложила жалбу на забрану Европском суду за људска права и разним украјинским судовима и учествовала је на неким изборима придруживши се кровним групама и кандидујући се као независни кандидати. Централна изборна комисија Украјине забранила је Симоненкову кандидатуру за украјинске председничке изборе 2019. године.
Званичници странке су наводно подржали руску инвазију на Украјину 2022. године. Као резултат тога, његова забрана је потврђена и држава је запленила његову имовину у јулу 2022. године.
У октобру 2022. године, Симоненко је учествовао на Међународном скупу комунистичких и радничких партија у Хавани на Куби. Током говора, он је окривио САД и Уједињено Краљевство за рат и рекао да желе да „искористе Украјину против Русије и Тајван против Кине“.

## Циљеви партије
Тренутна политика и циљеви Комунистичке партије Украјине су:
- Додељивање руском језику статус другог службеног језика у Украјини[18]
- Борба против олигарха који су „опљачкали“ украјински народ[18]
- Национализација стратешки важних предузећа[18]
- Представљање забране продаје земљишта за пољопривредно обрађивање[18]
- Трошкови за основне намирнице не би смели да прелазе 10% прихода сваке украјинске породице[18]
- Заустављање рехабилитације колаборатора са фашизмом и вођа националистичких организација[18]
- Придруживање Украјине Евроазијској економској унији[18]

## Изборни резултати
На парламентарним изборима одржанима 29. марта 1998. године, партија је освојила 24,65% гласова и 123 посланичка места, што ју је чинило најјачом партијом у Врховној ради. Партија је изгубила добар део популарности након тзв. Наранџасте револуције. На парламентарним изборима 2006, број места КП Украјине у парламенту пао је са 66 на 21 од њих 450.
Дана 11. марта 2010, партија је ушла у Прву Азаровљеву владу, заједно са Блоком Литвин и Партијом региона.
Партија је на парламентарним изборима 2012. године освојила 13,76% гласова, односно 32 посланичка места у Врховној ради. Партија је на овим изборима освојила милион и по гласова више него на претходним. Независна посланица у Врховној ради, Оксана Калетњик, приступила је комунистичким мандатарима 12. децембра 2012. године. На парламентарним изборима 2014 године, освојили су 3,88% што није било довољно да пређу цензус.
| Година | Кандидат         | Број гласова | %     |
| 1994.  | Александар Мороз | 3 466 541    | 13.33 |
| 1999.  | Петро Симоненко  | 5 849 077    | 22.24 |
| 2004.  | Петро Симоненко  | 1 388 045    | 4.97  |
| 2010.  | Петро Симоненко  | 872 877      | 3.54  |

| Година | Број гласова | %     | Број мандата |
| 1994.  | 3 683 332    | 19.1  | 86           |
| 1998.  | 6 550 353    | 24.7  | 121          |
| 2002.  | 5 178 074    | 19.98 | 66           |
| 2006.  | 929 591      | 3.66  | 21           |
| 2007.  | 1 257 397    | 5.39  | 27           |
| 2012.  | 2 685 869    | 13.18 | 32           |
| 2014.  | 611.859      | 3.88  | 0            |

## Вође КП Украјине
- Секретари Централног комитета:
  - — од априла до маја 1918. године
  - Георги Пјатаков — од 12. јула до 9. септембра 1918. године
  - Серафима Гопнер — од 9. септембра до 23. октобра 1918.
  - Емануел Квиринг — од 23. октобра 1918. до 30. маја 1919.
  - Станислав Косиор — од 30. маја до 10. децембра 1919. године
  - Николај Николајев — од 23. марта до 25. марта 1920
  - Станислав Косиор — од 25. марта до 23. новембра 1920. године
- Први секретар Централног комитета:
  - Вјачеслав Молотов — од 23. новембра 1920. до 22. марта 1921. године
- Скретар Политбироа Централног комитета
  - Феликс Кон — од 22. марта до 15. децембра 1921. године
- Први секретар Комунистичке партије:
  - Дмитриј Мануиљски — од 15. децембра 1921. до 10. априла 1923. године
  - Емануел Квиринг — од 10. децембра 1923. до 20. марта 1925.
- Генерални секретар Комунистичке партије:
  - Емануел Квиринг — од 20. марта до 7. априла 1925.
  - Лазар Каганович — од 7. априла 1925. до 14. јула 1928
  - Станислав Косиор — од 14. јула 1928. до 23. јануара 1934.
- Први секретар Централног комитета:
  - Станислав Косиор — од 23. јануара 1934. до 27. јануара 1938. године
  - Никита Хрушчов — од 27. јануара 1938. до 3. марта 1947. године
  - Лазар Каганович — од 3. марта до 26. децембра 1947. године
  - Никита Хрушчов — од 26. децембра до 16. децембра 1949. године
  - Леонид Мелников — од 16. децембра до 4. јуна 1953. године
  - Алексеј Кириченко — од 4. јуна 1953. до 25. децембра 1957. године
  - Николај Подгорњи — од 26. децембра 1957. до 2. јула 1963. године
  - Петро Шелест — од 2. јула 1963. до 25. маја 1972. године
  - Владимир Шербицки — од 25. маја 1972. до 28. септембра 1989. године
  - Владимир Ивашко — од 28. септембра 1989. до 22. јуна 1990. године
  - Станислав Гуренко — од 22. јуна 1990. до 1. септембра 1991. године
  - Петро Симоненко — од 19. јуна 1993. године